# الدواحير (الرقة)
الدواحير قرية سورية تتبع ناحية سلوك في منطقة تل أبيض في محافظة الرقة. بلغ عدد سكانها 253 نسمة في عام 2004 حسب إحصاء المكتب المركزي للإحصاء.